# Nicolás Rivero y Muñiz
Nicolás Rivero y Muñiz (Villaviciosa, 1849-La Habana, 1919) fue un periodista español, primer conde del Rivero.

## Biografía
Nació el 23 de septiembre de 1849 en el lugar de Las Callejas del concejo asturiano de Villaviciosa, si bien Manuel Ossorio y Bernard le hace natural de Oviedo. Fue alumno en el seminario de Oviedo. Rivero, que fue voluntario del ejército carlista, en el que llegó a obtener el empleo de comandante, fue enviado a Cuba como prisionero. Allí se dedicó al periodismo, fundando después de la paz de Zanjón La Centella, El Rayo, El General Tacón y El Español. En 1895 le fue confiada la dirección del Diario de la Marina. Ese mismo año estuvo a punto de perecer asesinado. Defendió los puntos de la metrópoli en la isla caribeña. Rivero, que ostentó el título nobiliario de primer conde del Rivero, falleció el 2 de julio de 1919 en La Habana.